# 고래섬
《고래섬》은 헌터 × 헌터에 등장하는 지역으로 주인공 곤의 고향이다. 풍부한 자연에 둘러싸여 있으며 멀리서 보면 '고래'의 모양과 닮았다. 이곳에는 헤비부나 서식지 등이 있으며, 근원이 어부들이 장기 체류하는 섬 이어서 그런지 영주 하는 사람은 많지 않다.

## 고래섬 관련 등장인물

### 카이토
• 일본 성우: 나카하라 시게루(파일럿), 기시 유우지(1999), 이케다 슈이치(2011), 사타케 우키(소녀)

• 한국 성우: 표영재(1999)

진=프릭스의 제자이자 계약 헌터로 진을 찾기 위해 들른 고래섬에서 8살 무렵의 곤=프릭스와 만났다.

### 아베=프릭스
• 일본 성우: 오코히라 시즈카(파일럿), 미즈타니 게이코(1999), 쿄다 나오코(2011)

• 한국 성우: 안경진(1999), 차명화(2011)
곤의 증조모이며, 진=프릭스의 아버지와 미토=프릭스의 아버지의 친 어머니이다.

### 진=프릭스
• 일본 성우: 토치 히로키(1999, 성인), 타카노 우라라(1999, 소년),  코야마 리키야(2011)

• 한국 성우: 윤복성(1999, 성인), 배정민(1999, 소년), 전광주(2011)
곤=프릭스의 아버지이자 유명한 더블 헌터로 각종 분야에서 여러 업적을 남겼으며, 미토=프릭스에게 곤의 양육권을 뺏긴 후 오랫동안 나타나지 않았다.

### 미토=프릭스
• 일본 성우: 오카무라 아케미(파일럿), 기무라 아키코(1999), 한 케이코(2011)

• 한국 성우: 조영미(1999), 최문자(2011)
재판에서 진=프릭스에게서 곤=프릭스의 양육권을 가져와 보살핀 인물로, 곤의 어머니 같은 존재다.

### 곤=프릭스
헌터 × 헌터의 주인공이다. 어릴 때 헤어진 아버지 진과 같은 훌륭한 헌터가 되기 위해 여행을 떠난다.